# Harbouey
Harbouey ist eine französische Gemeinde mit 134 Einwohnern (Stand 1. Januar 2022) im Département Meurthe-et-Moselle in der Region Grand Est (vor 2016 Lothringen). Sie gehört zum Arrondissement Lunéville und zum Kanton Baccarat. Seine Bewohner nennen sich Harboisiens/Harboisiennes.

## Geografie
Die Gemeinde liegt etwa 53 Kilometer südöstlich von Nancy im Südosten des Départements Meurthe-et-Moselle. Weite Flächen im Osten der Gemeinde sind bewaldet. Nachbargemeinden sind Frémonville im Norden und Nordosten, Cirey-sur-Vezouze im Nordosten und Osten, Petitmont im Osten, Parux im Südosten, Nonhigny im Süden, Halloville im Südwesten sowie Barbas im Westen.

## Geschichte
Harbouey wurde 1245 indirekt (Ecclesia d’Harbouey) in einem Dokument erstmals erwähnt, im Jahr 1433 als Herboier. Harbouey unterstand der Vogtei Vic und gehörte historisch zur Provinz Trois-Évêchés (Drei Bistümer), die faktisch 1552 an Frankreich fielen. Bis zur Französischen Revolution lag die Gemeinde dann im Grand-gouvernement de Lorraine-et-Barrois. Im Jahr 1590 erschien sie unter dem Namen Herboué. Im Jahr 1608 wurde Jean de Barbas in Harbouey wegen Hexerei verbrannt. Im Jahr 1779 wurde die Gemeinde Harbouay genannt. In den beiden Weltkriegen kam es zu Zerstörungen.
Von 1793 bis 1801 war die Gemeinde dem Distrikt Blâmont zugeteilt und von 1793 bis 2015 in den Kanton Blâmont eingegliedert. Seither ist sie Teil des Kantons Baccarat. Seit 1801 ist Harbouey dem Arrondissement Lunéville zugeordnet. Die Gemeinde lag bis 1871 im alten Département Meurthe.

## Bevölkerungsentwicklung
| Jahr                       | 1962 | 1968 | 1975 | 1982 | 1990 | 1999 | 2007 | 2019 |
| Einwohner                  | 190  | 171  | 139  | 112  | 100  | 94   | 123  | 125  |
| Quellen: Cassini und INSEE |      |      |      |      |      |      |      |      |

## Verkehr
Harbouey liegt nahe an überregionalen Verkehrsverbindungen. Wenige Kilometer nördlich führt die N4 vorbei. Der nächstgelegene Anschluss ist in Blâmont. Für den regionalen Verkehr sind die D20A und D20C wichtig, die durch das Dorf führen.

## Sehenswürdigkeiten
- Dorfkirche Saint-Pierre; nach dem Ersten Weltkrieg wiederaufgebaut
- Häuser aus dem 17. Jahrhundert
- zahlreiche Friedhof- und Wegkreuze aus dem 19. Jahrhundert
- Denkmal und Gedenkplatte für die Gefallenen[1][2]

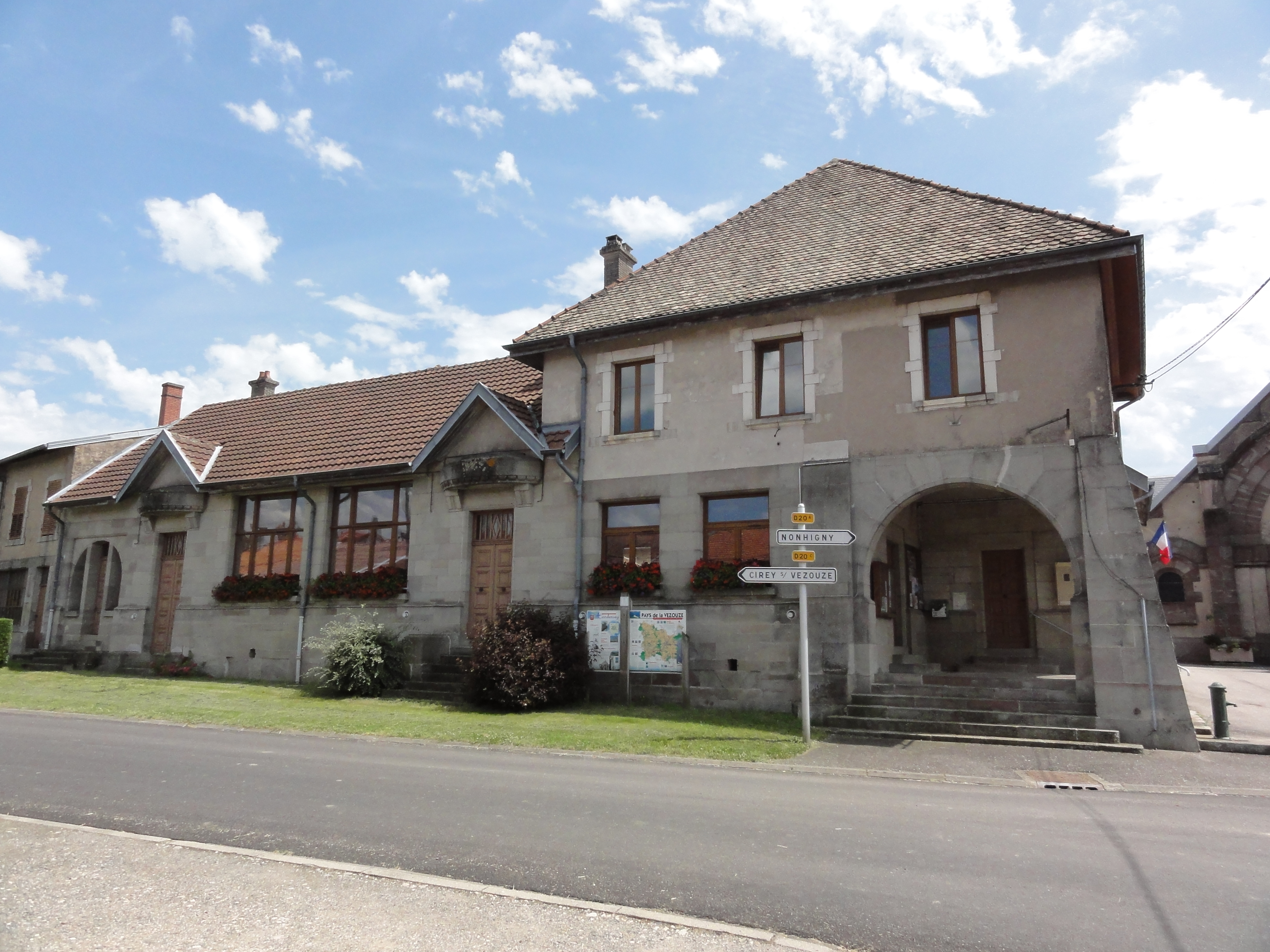
Rathaus (Mairie) und Dorfschule der Gemeinde
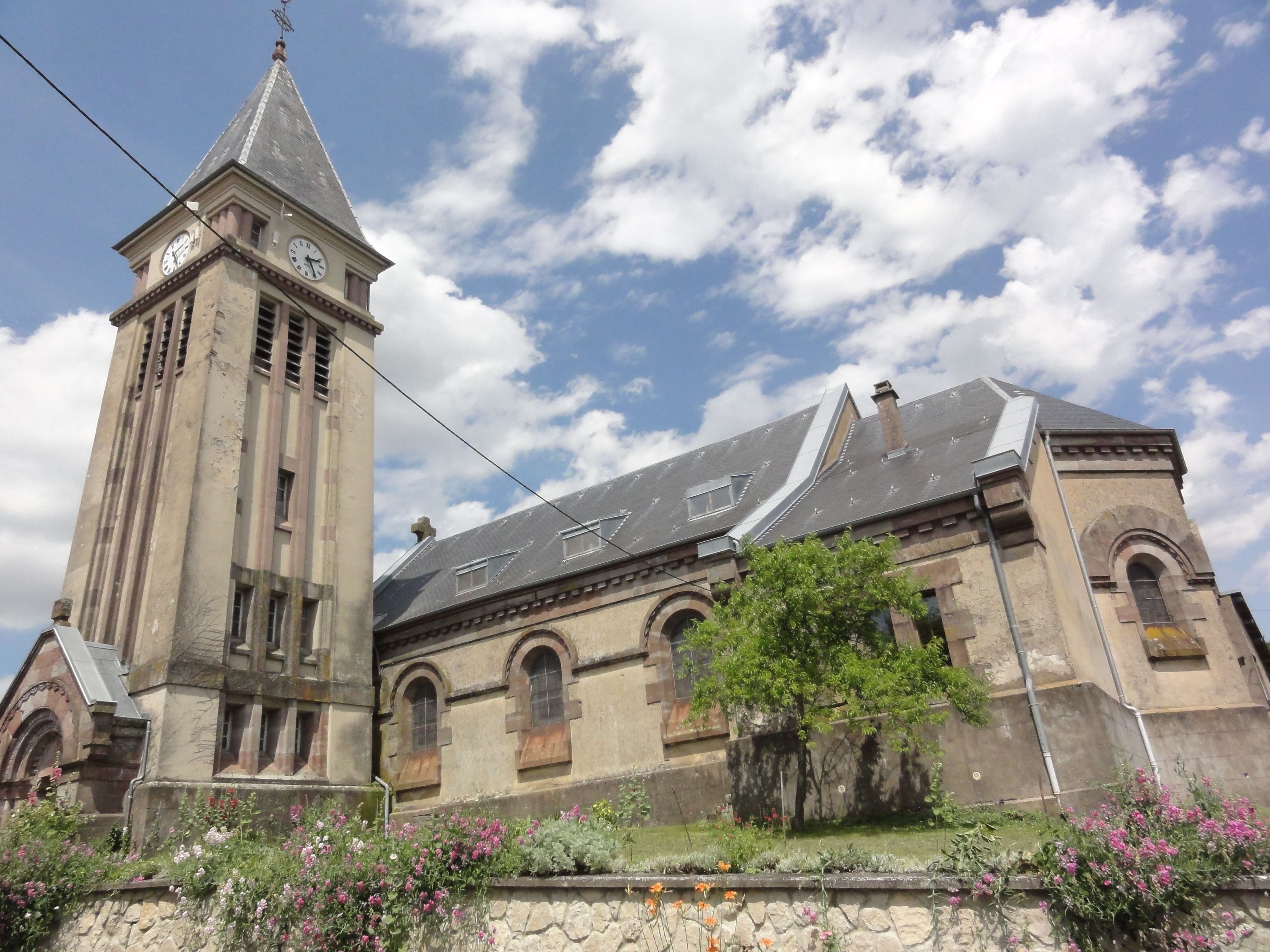
Dorfkirche Saint-Pierre
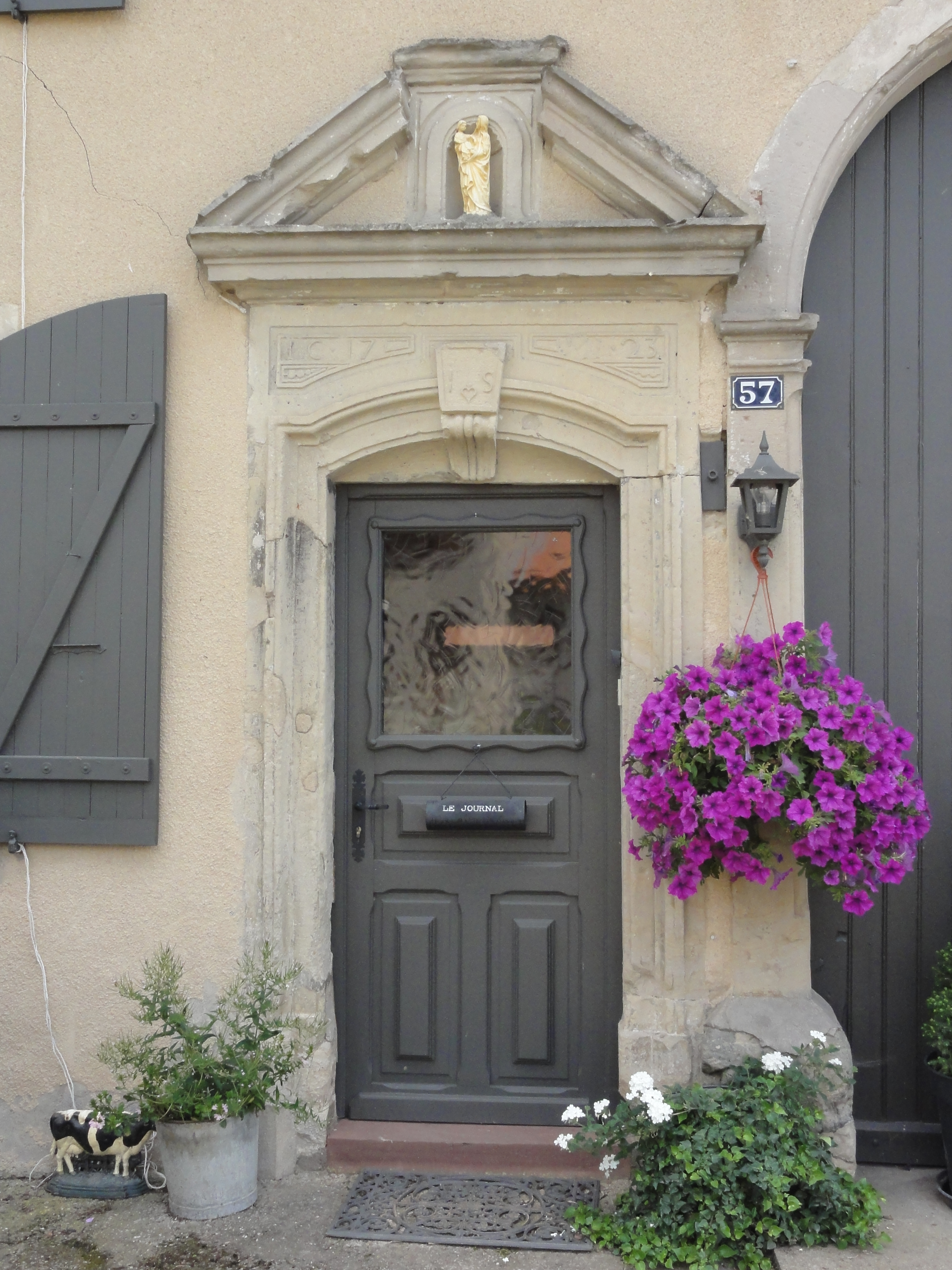
Ein Hausportal
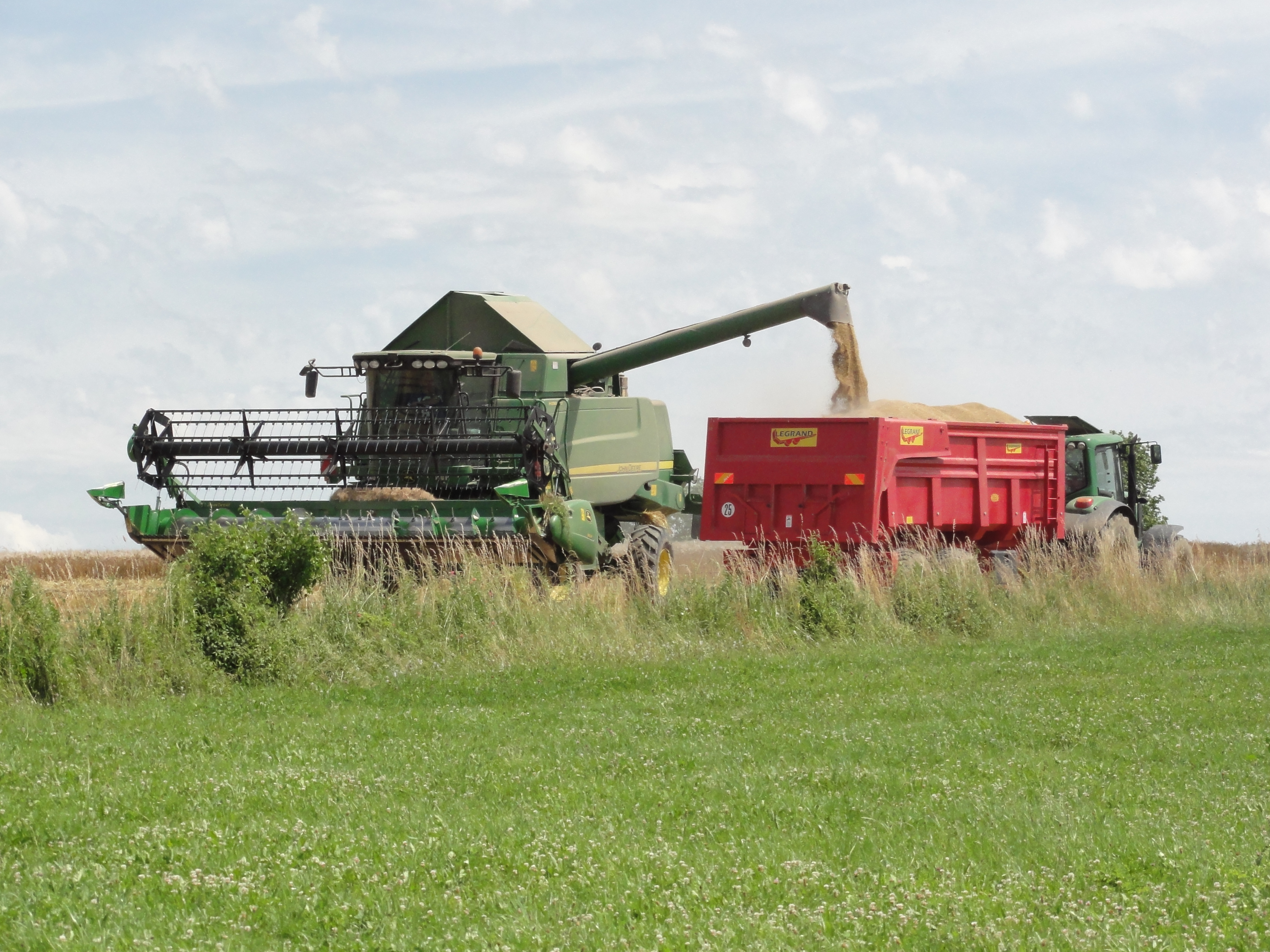
Einbringen der Ernte bei Harbouey